# Mine Gökçe Kırıkkanat
Mine Gökçe Kırıkkanat (ur. 1951 w Ankarze) – turecka pisarka i dziennikarka.

## Życiorys
Po ukończeniu francuskojęzycznego liceum w Stambule podjęła studia socjologiczne na Uniwersytecie Stambulskim. W latach 1986–1990 była korespondentką pisma Cumhuriyet w Hiszpanii. W 1992 przeniosła się do gazety Milliyet, publikowała także w pismach Radikal i Vatan. Występuje regularnie w programie Kiosque, emitowanym przez stację TV5 Monde1. Za swoją pracę dziennikarską została uhonorowana trzema nagrodami państwowymi.
Jako pisarka zadebiutowała w 2006. Była jedną z pierwszych tureckich satyryczek. W swoim dorobku literackim ma eseje, opowiadania i powieści. Jej dzieła były tłumaczone na 8 języków, w tym na albański, bułgarski i rumuński.

## Dzieła
- 2006: Her Şeye Rağmen (Mimo wszystko)
- 2006: Yalnız Kalem Unutmaz
- 2007: Paris,Paris
- 2007: Pandispanya
- 2008: Bir Gün , Gece (Klątwa Konstantyna)
- 2011: Aşk Varmış, Aşk Yokmuş
- 2011: Örtülü Özgürlük
- 2011: Umudun Kırık Kanatlarında
- 2014: Bir Hıristiyan Masalı (Mit chrześcijański)
- 2014: Gülün Öteki Adı
- 2016: Hiç Kimse Kırmızı Kedi